# Crying Out Your Name
Crying out your name är en låt av svenska sångerskan och producenten Loreen. Den släpptes på Spotify den 6 oktober 2012 som den fjärde singeln från hennes debutalbum Heal. Låten är skriven av Moh Denebi, Ana Diaz, Niklas Jarl, Gino Yonan, Svante Halldin och Jakob Hazell. Den är producerad av SeventyEight, som även medproducerade "Euphoria".